# DAYBREAK (男闘呼組の曲)
「DAYBREAK」（デイブレイク）は男闘呼組のデビューシングル。1988年8月24日に2種類、8月31日に2種類、合計4種類が発売された。

## 解説
本楽曲で、1988年12月31日に日本武道館で行われた「第30回日本レコード大賞」で最優秀新人賞を受賞した。また、当初は同年末の「第39回NHK紅白歌合戦」には選出されなかったが、当時同じジャニーズ事務所所属だった田原俊彦が辞退した為、繰り上げにより同楽曲で紅白に初出場した。
1999年11月20日発売のベスト・アルバム『HIT COLLECTION』に「DAYBREAK」と4種類のカップリング曲が全て収録された。

## 収録曲
※TYPE1とTYPE2は8月24日、 TYPE3とTYPE4は8月31日に発売。 

### TYPE1
1. DAYBREAK
  - 作詞：大津あきら　作曲：Mark Davis　編曲：松下誠・Mark Davis
2. 第二章 追憶の挽歌
  - フジテレビ系ドラマ「オトコだろッ!」主題歌[10]
  - 作詞：安藤芳彦　作曲・編曲：Mark Davis

### TYPE2
1. DAYBREAK
2. ロックよ、静かに流れよ -Crossin' Heart-
  - 映画「ロックよ、静かに流れよ」主題歌[11]
  - 作詞：大津あきら　作曲・編曲：Mark Davis

### TYPE3
1. DAYBREAK
2. Midnight Train
  - テレビ朝日系「ギブUPまで待てない!! ワールドプロレスリング」エンディングテーマ
  - 作詞：安藤芳彦　作曲：熊谷安廣　編曲：戸塚修

### TYPE4
1. DAYBREAK
2. Stand Out
  - TBS系ドラマ「ぼくの姉キはパイロット!」主題歌[12]
  - 作詞：大津あきら　作曲・編曲：Mark Davis

## 販売形態
| 規格 | 発売日                                                          | リリース    | 品番                                                                    | 備考                                                                                    |
| ---- | --------------------------------------------------------------- | ----------- | ----------------------------------------------------------------------- | --------------------------------------------------------------------------------------- |
| EP   | 1988年8月24日（TYPE1）（TYPE2） 1988年8月31日（TYPE3）（TYPE4） | BMGビクター | B07S-25（TYPE1） B07S-26（TYPE2） B07S-27（TYPE3） B07S-28（TYPE4）     |                                                                                         |
| CT   | 1988年8月24日（TYPE1）（TYPE2） 1988年8月31日（TYPE3）（TYPE4） | BMGビクター | B10T-25（TYPE1） B10T-26（TYPE2） B10T-27（TYPE3） B10T-28（TYPE4）     | A面：DAYBREAK（歌入り／オリジナル・カラオケ） B面：上記4曲の歌入り&オリジナル・カラオケ |
| CD   | 1988年8月24日（TYPE1）（TYPE2） 1988年8月31日（TYPE3）（TYPE4） | BMGビクター | B10D-103（TYPE1） B10D-104（TYPE2） B10D-105（TYPE3） B10D-106（TYPE4） |                                                                                         |

## 収録アルバム
- DAYBREAK
  - NEW BEST 男闘呼組（1994年）[13]
  - HIT COLLECTION（1999年）[9]
  - オムニバス『青春歌年鑑 BEST30 ’88』（2000年）[14]
  - オムニバス『青春歌年鑑 80年代総集編』（2004年）[15]
- 第二章 追憶の挽歌
  - NEW BEST 男闘呼組（1994年）[13]
  - HIT COLLECTION（1999年）[9]
- ロックよ、静かに流れよ -Crossin' Heart-
  - NEW BEST 男闘呼組（1994年）[13]
  - HIT COLLECTION（1999年）[9]
- Midnight Train
  - BEST OF BALLADS（1992年）[16]
  - HIT COLLECTION（1999年）[9]
- Stand Out
  - NEW BEST 男闘呼組（1994年）[13]
  - HIT COLLECTION（1999年）[9]